# Pałac Bad Homburg

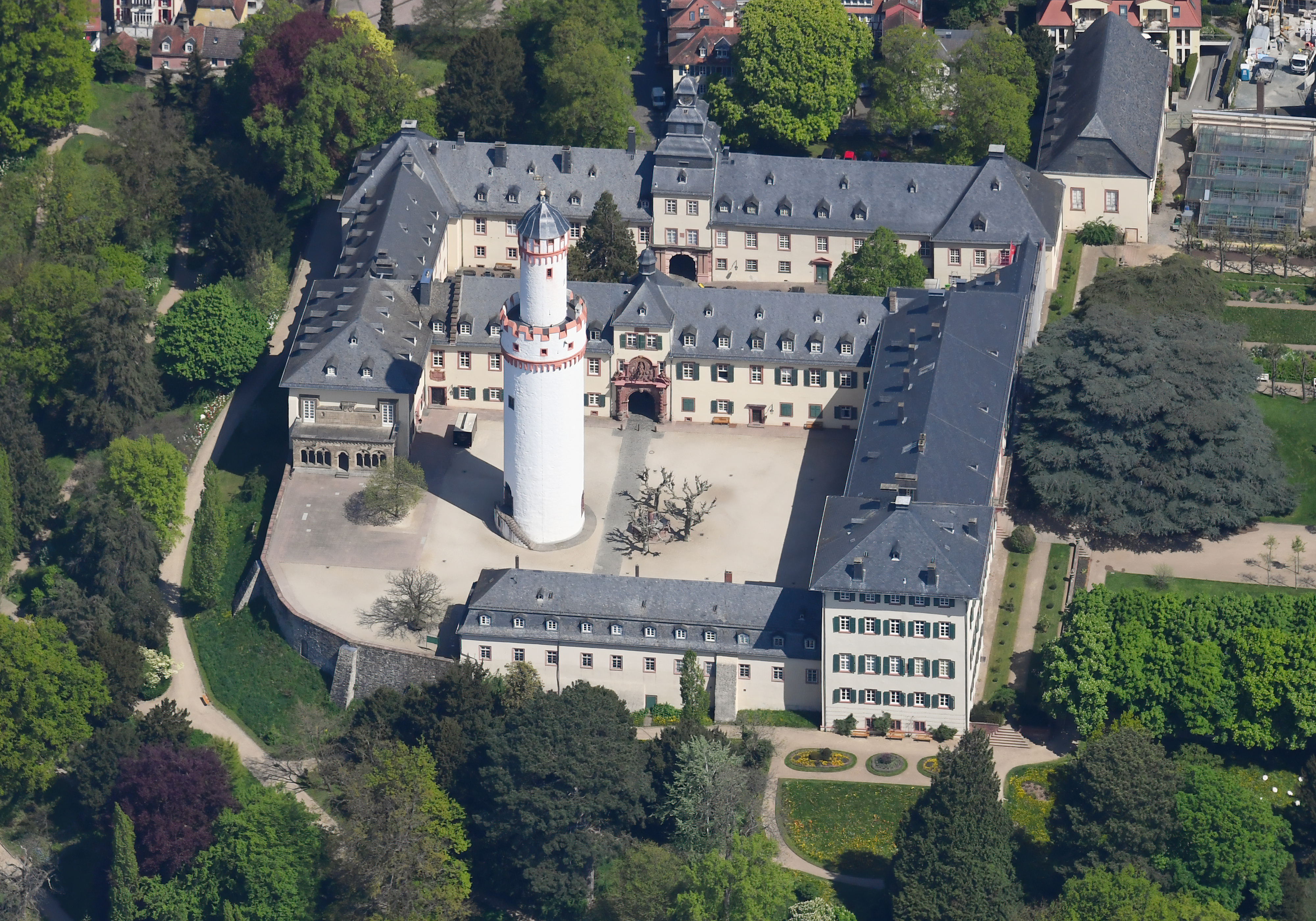
Widok zamku z lotu ptaka

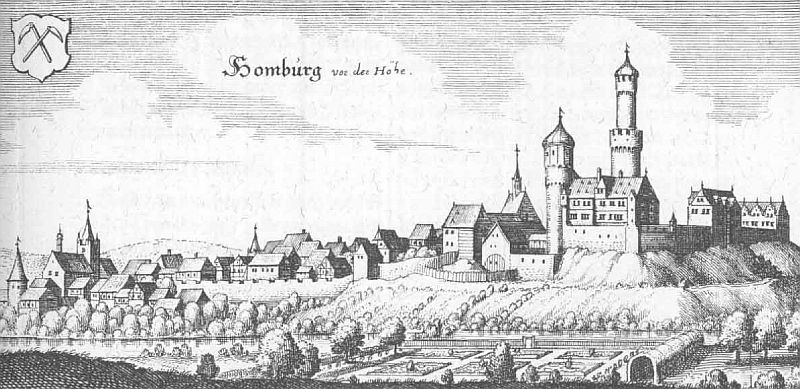
Pałac Homburg, miedzioryt Matthäus Merian, 1655

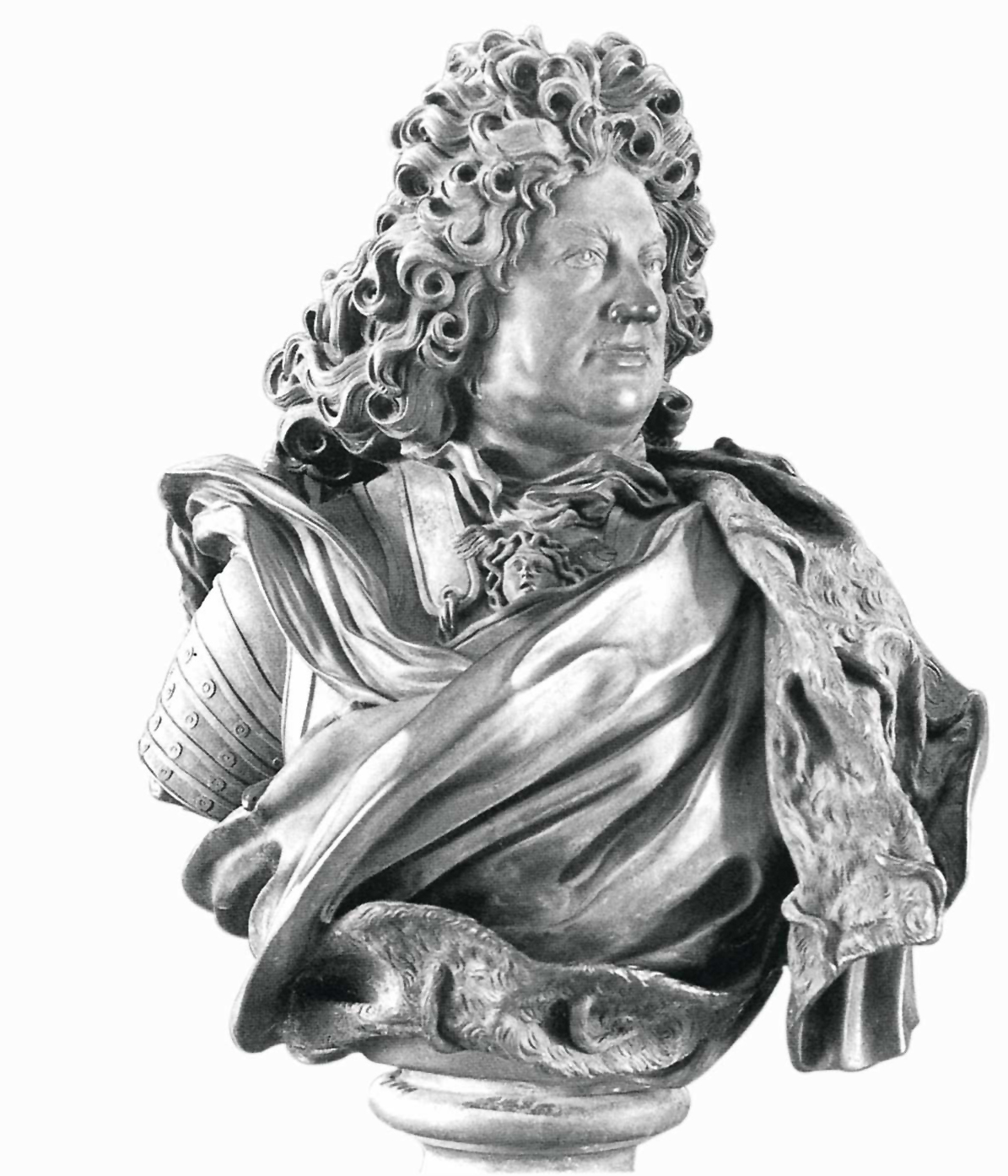
Landgraf Hesji Fryderyk II

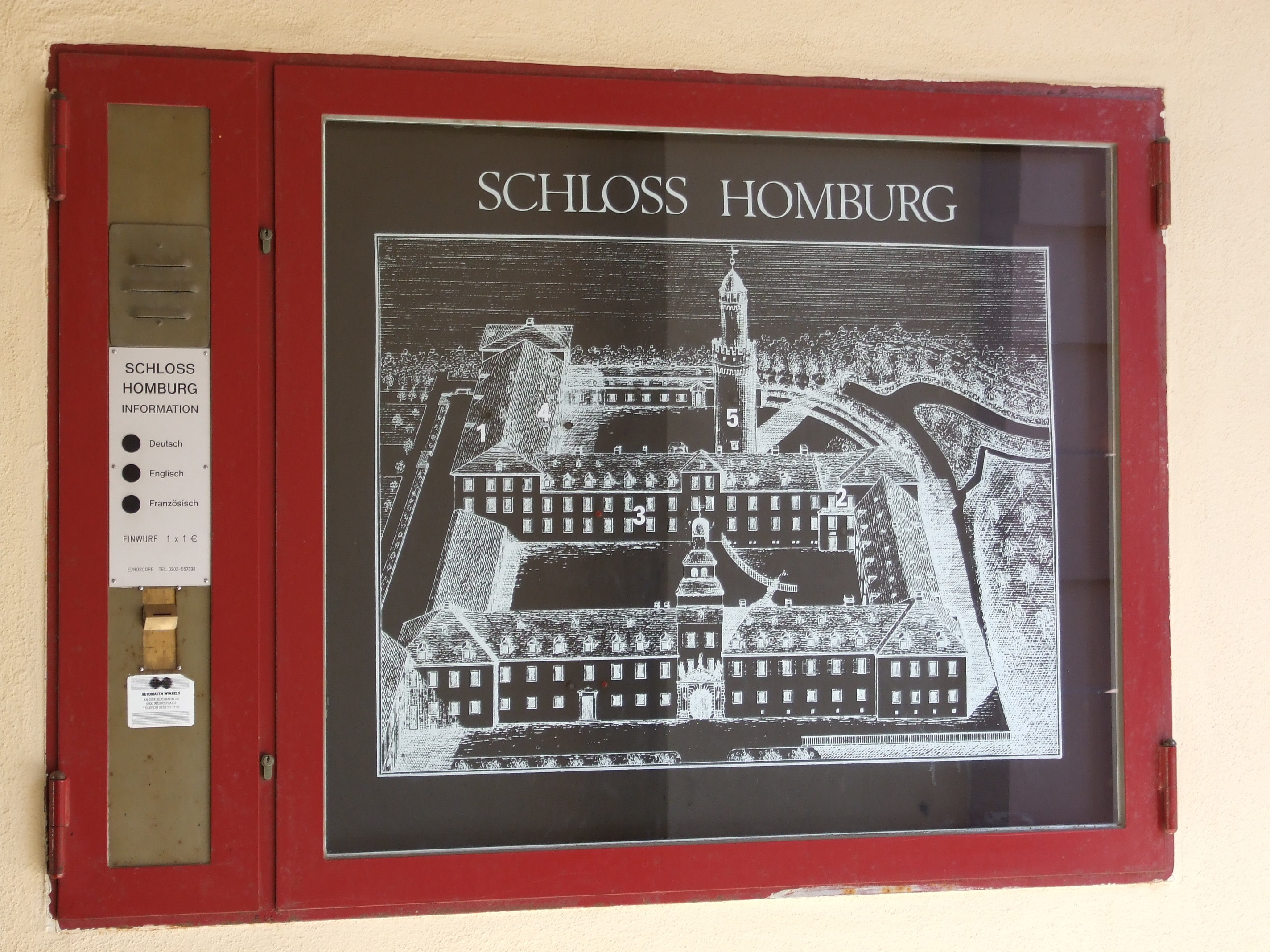
Pałac Homburg, plan obiektu

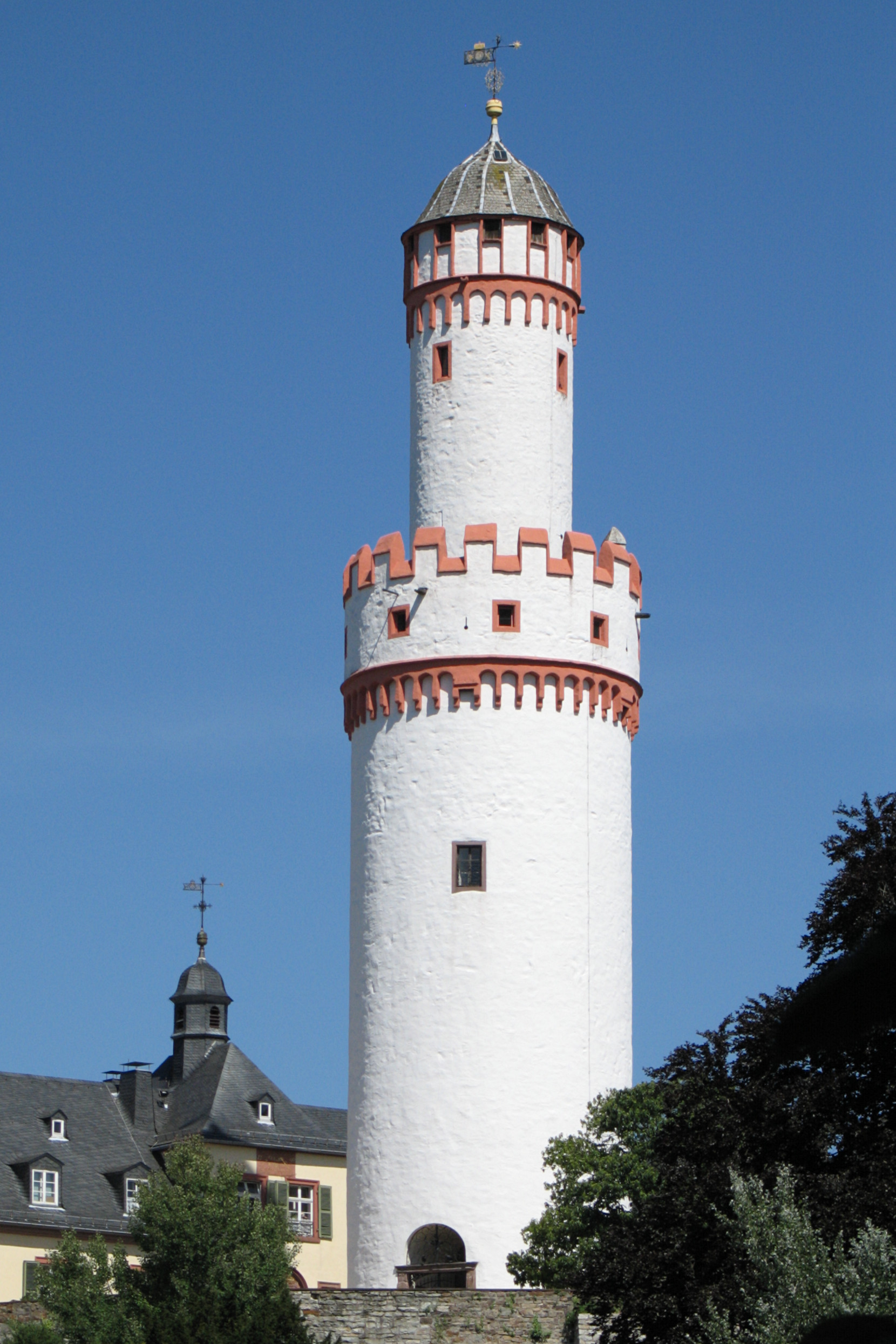
Biała Wieża

Pałac Bad Homburg (niem. Schloss Bad Homburg) – pałac w Bad Homburg vor der Höhe w Hesji (Niemcy).
Zbudowany w latach 1680–1685 przez Paula Andricha na zlecenie landgrafa Hesji-Homburg Fryderyka II. Rozbudowany w XIX w. w stylu niemieckiego klasycyzmu. Dawna siedziba landgrafów Hesji-Homburga (1680-1866), a po 1866 rezydencja letnia królów Prus i cesarzy niemieckich.
Obecnie (2008) część pałacu mieści muzeum wnętrz rezydencji.

## Historia

### Zamek
Pierwszą budowlą w miejscu obecnego pałacu był lekki zamek, datowany na podstawie badań węglem 14C na 1180 – czasy Wortwina von Hohenberch, uważanego za założyciela miasta Bad Homburg. Po niedługim czasie zamek został zburzony lub strawił go pożar, a w jego miejsce powstała nowa budowla, która po ok. stu latach uległa zniszczeniu w pożarze. W II poł. XIV w. rodzina Brendel, wasalowie panów von Eppstein, zbudowała tu kamienny zamek. Z tego okresu pochodzi zachowana do dziś Biała Wieża (niem. Weißer Turm).

### Pałac
W 1680 r. landgraf Hesji-Homburg Fryderyk II polecił zburzyć zamek i w jego miejsce wybudować barokowy pałac. Budowę nowej rezydencji nadzorował Paul Andrich. Pałac był gotowy w 1685 r.
W XVIII w. nie prowadzono większych prac budowlano-restauracyjnych. Plany rozbudowy kompleksu Louisa de la Fossego nie zostały zrealizowane z powodu braku środków pieniężnych. Pałac wzbogacił się jedynie o gabinet lustrzany (niem. Spiegelkabinett), prezent cechu stolarzy z Homburga z okazji zaślubin landgrafa Fryderyka III z Christiane Charlotte von Nassau-Ottweiler w 1728 r.
7 kwietnia 1818 przyszły landgraf Fryderyk VI pojął za żonę księżniczkę Elżbietę Hanowerską. Elżbieta wniosła pokaźne wiano. Młodzi zamieszkali początkowo w Anglii. Przenieśli się do Niemiec 20 stycznia 1820, kiedy Fryderyk odziedziczył po ojcu tytuł landgrafa Hesji-Homburga. Wkrótce rozpoczęto przebudowę pałacu w stylu klasycyzmu niemieckiego pod kierownictwem Georga Mollera. Prace zakończono po dwudziestu latach.
Po wojnie prusko-austriackiej w 1866 r. Wielkie Księstwo Hesji odstąpiło Hesję-Homburg Królestwu Prus. W pałacu przebywał kilkakrotnie cesarz Wilhelm I, a także jego syn i następca Fryderyk III z małżonką Wiktorią. Następca Fryderyka III, cesarz Wilhelm II wraz z rodziną przebywał w rezydencji latem. W okresie tym podjęto wiele prac modernizacyjnych i budowlanych, m.in. zelektryfikowano cały pałac, wybudowano łazienki i toalety oraz urządzono kabinę telefoniczną. W 1901 do skrzydła bibliotecznego dobudowano Salę Romańską (niem. Romanische Halle).
Po 1918 r. pałac przeszedł pod zarząd Państwowych Pałaców i Ogrodów w Prusach (niem. Staatliche Schlösser und Gärten in Preußen), a po 1945 Państwowych Pałaców i Ogrodów Hesji (niem. Staatliche Schlösser und Gärten in Hessen).

## Architektura
Pałac wzniesiono na planie prostokąta o wymiarach 120x100 metrów. Budowla ma dwa dziedzińce: dolny, ograniczony przez kościół pałacowy oraz trzy skrzydła pałacowe (skrzydło z wieżą zegarową, skrzydło z przejściem Hirschgang, skrzydło angielskie oraz zadaszone dawne przejście do luterańskiego kościoła pałacowego) oraz górny, ograniczony przez cztery skrzydła (skrzydło królewskie, skrzydło z przejściem Hirschgang, archiwum i bibliotekę). Dziedziniec górny z górującą nad nim wolno stojącą Białą Wieżą (niem. Weißer Turm) z XIV w. przechodzi od strony zachodniej w otwarty taras, z którego roztacza się widok na Taunus i park pałacowy.

### Biała Wieża
Wolno stojąca Biała Wieża (niem. Weißer Turm) o wys. 48,11 m jest znakiem rozpoznawczym miasta Bad Homburg. Wybudowana w XIV w., przebudowana w XIX w., składa się z dwóch części. Część dolna, zakończona blankowanym pierścieniem, ma średnicę 10 metrów. Część górna, przykryta hełmem z rozkazu Fryderyka I, ma średnicę 5, 59 metrów. Na szczycie hełmu znajduje się pozłacana kula, na której umocowano wiatrowskaz. Z wieży rozciąga się widok na miasto Bad Homburg, Wetterau, aż po Taunus i Odenwald.
U stop Białej Wieży stoi figura z piaskowca przedstawiająca landgrafa Fryderyka VI w średniowiecznej zbroi. Wykonana przez Johanna Baptistę Scholla w 1849 r.

### Barokowe architrawy
Pałac utrzymany jest w stylu niemieckiego klasycyzmu. Wyjątek stanowią dwie bramy:
- Brama Górna: Nad lewą kolumną umieszczono figurę Marsa, nad prawą znajduje się przedstawienie Minerwy. W niszy środkowej znajduje się rzeźba landgrafa w pełnym rynsztunku bojowym pędzącym na koniu. Figurę landgrafa otaczają emblemy wojenne. U dołu płaskorzeźby dwóch nagich jeńców. Architraw wykonał Zacharias Juncker Młodszy.

- Brama Dolna: dwa filary podtrzymują architraw przedstawiający herby Fryderyka II i jego dwóch małżonek grafini Margarethe Brahe i Louise Elisabeth Kettler. Po obydwu stronach bramy umieszczono figury rzymskich żołnierzy. W części górnej znajduje się postać Herkulesa okrytego skórą lwa.

### Skrzydło Angielskie
Skrzydło Angielskie (niem. Englischer Flügel) zostało wzniesione w stylu klasycystycznym dla Fryderyka VI i jego żony Elżbiety, którzy mieszkali od 1820 w skrzydle z wieżą zegarową. Prac nad skrzydłem nie zaprzestano nawet po śmierci Fryderyka w 1829.
Na szczególną uwagę zasługuje jadalnia, ozdobiona freskami w stylu pompejańskim. Ponadto skrzydło zostało wyposażone w toalety ekologiczne, zużywające wodę deszczową.
Skrzydło pozostawało zamknięte do 1965 r. Dopiero po gruntownym remoncie zostało udostępnione zwiedzającym w 1995 z okazji 225 urodzin landgrafini Elżbiety.

## Park pałacowy

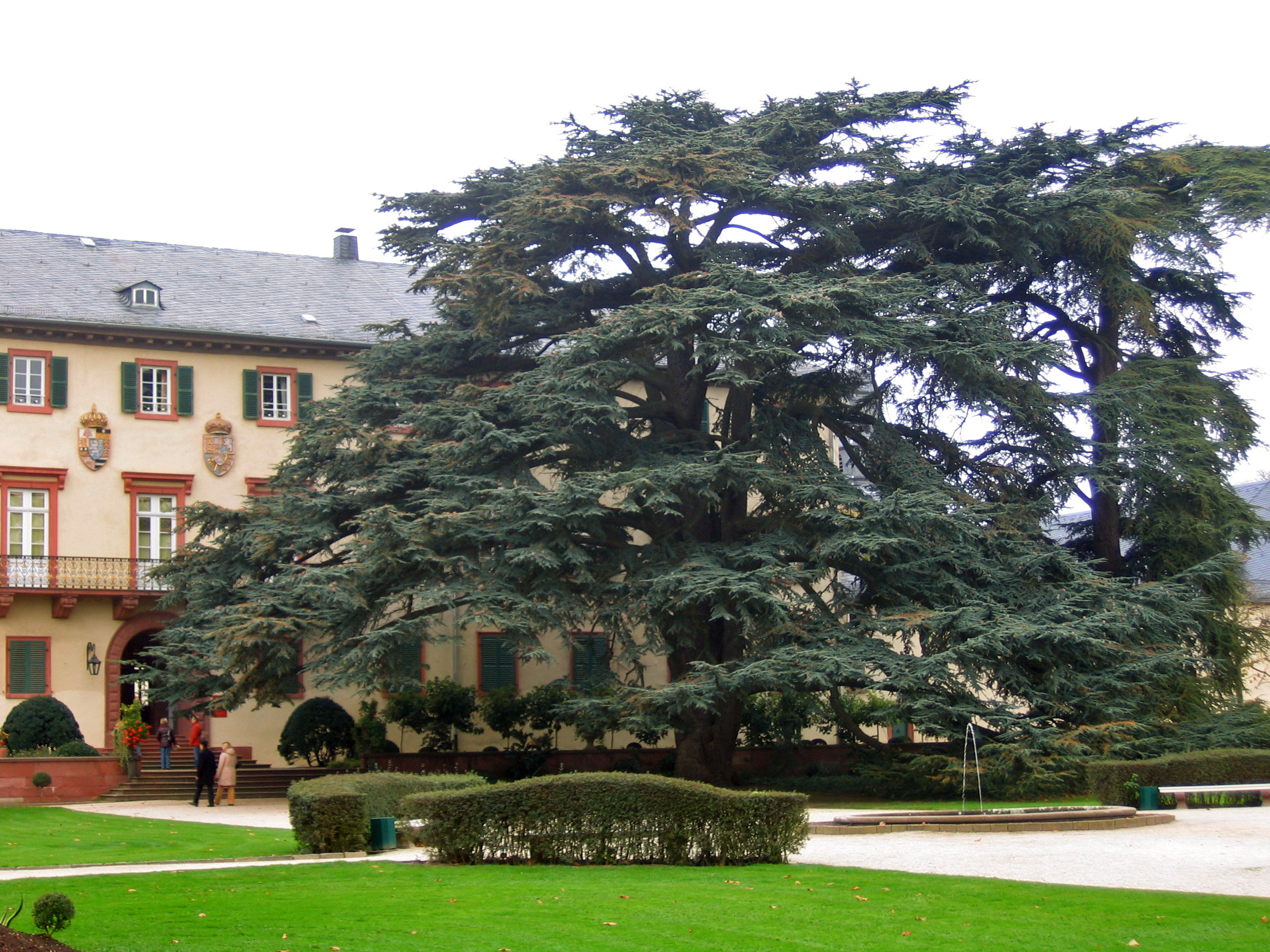
Cedr libański w parku pałacu Bad Homburg

Obecny park pałacowy (ok. 13 ha) jest częścią dawnych ogrodów landgrafów. Pierwszy ogród powstał tu ok. 1441 r., w pobliżu dawnego zamku. Około 1680 r. landgraf Fryderyk II założył barokowy ogród w stylu francuskim. W 1770 r. ogród został przebudowany przez Johanna Adama Wittmana w duchu ogrodu angielskiego. W XIX w. w parku zasadzono wiele egzotycznych drzew i uproszczono system ścieżek. Z tego okresu pochodzą słynne cedry libańskie, przywiezione przez landgrafinię Elżbietę w 1820 r. z angielskich Kew Gardens. Od 1866 r. park przeszedł pod zarząd Głównej Dyrekcji Ogrodów Królestwa Prus.

## Literatura
- Heinz Biehn, Wolfgang Einsingbach: Amtlicher Führer Schloss Homburg vor der Höhe. Monachium: Verwaltung der Staatlichen Schlösser und Gärten in Hessen. Dt. Kunstverlag, 1959. Brak numerów stron w książce
- Günter Binding: Beobachtungen und Grabungen im Schloss Bad Homburg vor der Höhe im Jahre 1962. W: Mitteilungen des Vereins für Geschichte und Landeskunde zu Bad Homburg vor der Höhe. T. 32. Verwaltung der Staatlichen Schlösser und Gärten in Hessen. Dt. Kunstverlag, 1974. Brak numerów stron w książce
- Rüdiger Kurth: Vielleicht ist er Kaiser Barbarossa begegnet. (W)Ortwin von Hohenberch und seine Burg. W: Jahrbuch des Hochtaunuskreises 2006. Frankfurt: Verwaltung der Staatlichen Schlösser und Gärten in Hessen. Dt. Kunstverlag, 2005, s. 94–98.
- Friedrich Lotz: Geschichte der Stadt Bad Homburg vor der Höhe: Begegnung mit Urkunden. T. 1. Frankfurt: Kramer, 1964. Brak numerów stron w książce
- Friedrich Lotz: Geschichte der Stadt Bad Homburg vor der Höhe: Die Landgrafenzeit. T. 2. Frankfurt: Kramer, 1972. ISBN 3-7829-0133-9. Brak numerów stron w książce
- Bernd Modrow: Fürstliches Vergnügen. 400 Jahre Gartenkultur in Hessen. Regensburg: Verlag Schnell + Steiner, 2002. ISBN 3-7954-1487-3. Brak numerów stron w książce
- Bernd Modrow: Schlosspark Homburg vor der Höhe. Vom Burggarten zum Schlosspark. Regensburg: Verlag Schnell + Steiner, 2007. ISBN 978-3-7954-1966-0. Brak numerów stron w książce
- Iris Reepen, Claudia Göschel: Landgräfin Elisabeth, ihre Wohnung in Schloss Homburg und ihre Gärten. Bad Homburg: Verlag Ausbildung und Wissen, 1998. ISBN 3-7954-1346-X. Brak numerów stron w książce